# بيتر تمبل
بيتر تمبل (بالإنجليزية: Peter Temple)‏ (10 مارس 1946 في جنوب أفريقيا - 8 مارس 2018، بالارات في أستراليا)؛ روائي أسترالي-جنوب أفريقي.

## روابط خارجية
- بيتر تمبل على موقع IMDb (الإنجليزية)
- بيتر تمبل على موقع ميوزك برينز (الإنجليزية)
- بيتر تمبل على موقع قاعدة بيانات الفيلم (الإنجليزية)